# Cristine Rose
Cristine Sue Rose (Lynwood, California, 31 de enero de 1951) es una actriz estadounidense.

## Biografía
Se graduó en 1974 por la Universidad de Stanford e hizo su debut televisivo tres años después, en el telefilme The Trial of Lee Harvey Oswald, donde interpretó a la esposa del presidente estadounidense John F. Kennedy, Jacqueline.
En los años ochenta alternó sus papeles en películas con varias apariciones en series de televisión como Kate & Allie, Spenser: For Hire, Matlock o My Sister Sam. En 1987 participó en la comedia Ishtar, con Dustin Hoffman y Warren Beatty. De 1990 a 1991 y durante trece episodios, formó parte del elenco de la serie Ferris Bueller, donde interpretó a Barbara Bueller. En 1993 hizo una aparición en la serie televisiva La niñera como la terapeuta de Grace.  En 2006 participó en el episodio piloto de la serie Héroes y continuaría haciendo apariciones como estrella invitada durante la primera y segunda temporada, hasta pasar a formar parte del reparto principal en la tercera. Además participó en algunos episodios de How I Met Your Mother interpretando el papel de la madre de Ted Mosby.
También actuó en algunos capítulos de la novena y décima temporada de la serie televisiva Friends como la madre de Mike (Paul Rudd), el novio de Phoebe (Lisa Kudrow).

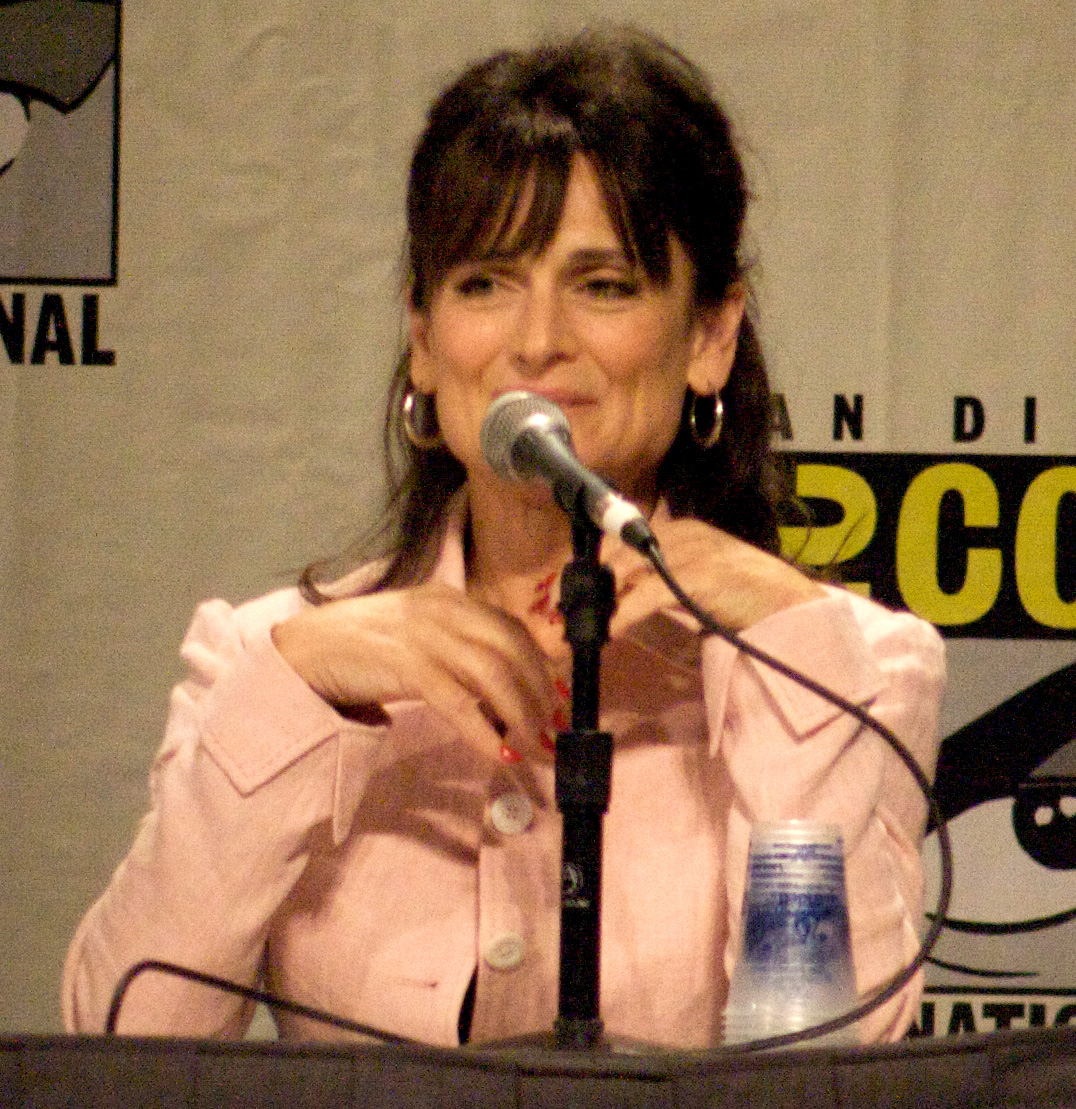
Cristine Rose en la Comic-Con 2008.

En 2016 apareció en la serie de televisión de la ABC How to Get Away with Murder.